# Werther-effekt
Werther-effekt (även benämnt självmordssmitta eller klustersjälvmord) kallas det fenomen som uppstår när en, oftast känd, persons självmord får till följd att andra begår självmord, ofta på liknande sätt. 
Termen Werther-effekt kommer från huvudpersonen i Johann Wolfgang von Goethes roman Den unge Werthers lidanden från 1774. Bokens huvudperson plågas av olycklig kärlek och begår självmord genom att skjuta sig. Det rapporterades att många unga män tog livet av sig på samma sätt efter att boken blivit en storsäljare, dock saknas belägg för att så var fallet. 
Fenomenet kan uppstå på en skola, en arbetsplats, eller i samhället i stort. Bland annat påstås att många begick självmord efter att Kurt Cobain, sångare i rockgruppen Nirvana, i april 1994 tagit livet av sig. Även antalet trafik- och flygolyckor ökar efter att ett självmord rapporterats på löpsedlarna. Enligt sociologen David Phillips beror detta på Werthereffekten, då en stor del av olyckorna egentligen är förtäckta självmord. För att minska effekterna av Werthereffekten ska de som rapporterar även ge uppgifter om hjälp och stöd som finns att få. Det har visat sig att sådan information kan förhindra självmord, och den kallas Papageno-effekten efter en rollfigur i Mozarts opera Trollflöjten.

## Riktlinjer för medias rapportering om självmord
Vetskapen om Werther-effekten är viktig för massmedia när det gäller hur man ska gå till väga i rapportering av till exempel kända personers självmord. På grund av detta finns det i vissa länder särskilda riktlinjer för journalister vad gäller rapportering om självmord.
WHO har tagit fram tydliga riktlinjer för hur media ska rapportera om självmord:
WHO:s konkreta råd för professionella inom media:
- Ta tillfället i akt att informera allmänheten om självmord
- Undvik sensationsspråk eller språk som normaliserar självmord eller presenterar det som en lösning på problem
- Undvik framträdande placering och undvik upprepning av berättelser om självmord
- Undvik att beskriva metoden som användes för ett fullbordat självmord eller för självmordsförsök
- Undvik att använda detaljerad information om platsen där självmordet eller självmordsförsöket genomfördes
- Försiktighet bör iakttas vid rubriksättning
- Använd foton och videobilder varsamt
- Var speciellt noggrann vid rapportering kring kända personers självmord
- Visa varsam respekt för de efterlevande och andra berörda
- Ge information om var hjälp finns
- Var uppmärksam på att även mediefolk själva kan vara direkt eller indirekt berörda och därmed mer eller mindre sårbara och påverkade av berättelser om självmord